# Trichothallus
Trichothallus är ett släkte av svampar. Trichothallus ingår i familjen Euantennariaceae, ordningen Capnodiales, klassen Dothideomycetes, divisionen sporsäcksvampar och riket svampar.
|               | Antennatula                                 |
|               |                                             |
|               | Euantennaria                                |
|               |                                             |
|               | Capnokyma                                   |
|               |                                             |
|               | Strigopodia                                 |
|               |                                             |
|               | Hormisciomyces                              |
|               |                                             |
|               | Hormisciella                                |
|               |                                             |
| Trichothallus | \| \| Trichothallus hawaiiensis \| \| \| \| |
|               | \| \| Trichothallus hawaiiensis \| \| \| \| |
|               | Rasutoria                                   |
|               |                                             |
|               | Trichopeltheca                              |
|               |                                             |
|               | Plokamidomyces                              |
|               |                                             |
|               | Trichothallus hawaiiensis                   |
|               |                                             |

|  | Trichothallus hawaiiensis |
|  |                           |